# Ferrovia Palermo-Catania ad alta capacità
La Ferrovia Palermo-Catania ad alta capacità è una linea ferroviaria di RFI in fase di realizzazione. La linea utilizzerà le parti iniziale e finale comuni, rispettivamente, alla Palermo-Catania, alla Palermo-Messina e alla Catania-Siracusa che sono in corso di adeguamento tecnologico e velocizzazione. Il Contratto istituzionale di sviluppo del 28 febbraio 2013 ne ha previsto il finanziamento e l'attuazione nell'ambito della "direttrice ferroviaria Messina-Catania-Palermo" considerata, prima come parte dell'"Asse ferroviario 1" della Rete ferroviaria convenzionale trans-europea TEN-T e successivamente al 2010 dell'"Asse ferroviario Helsinki-La Valletta" (corridoio n. 5).

## Storia

### Origine del progetto
La linea ferroviaria Palermo-Catania nacque come l’unione di un tratto (Palermo-Roccapalumba) della linea ferroviaria Palermo-Agrigento-Porto Empedocle, costruita tra il 1863 ed il 1876, e di un tratto (Bicocca - Santa Caterina-Xirbi) della linea ferroviaria Catania-Caltanissetta-Licata, a cui nel 1885 venne collegato il tratto intermedio, Roccapalumba-Xirbi, costruito ex novo dopo l'attivazione della galleria di Marianopoli. La linea non venne quindi concepita quale ferrovia necessaria ad unire le maggiori città della Sicilia, ma, partendo dalla costa ed addentrandosi verso Caltanissetta ed Enna, vide la sua configurazione finale solo a seguito dell’unione, appunto nel 1885, delle due prime linee. Il primo tratto, che collega Palermo con Roccapalumba, venne costruito specificatamente per il trasporto dei minerali di zolfo del grande bacino minerario di Lercara verso i porti più vicini; anche la tratta ferroviaria che collega Catania con la parte più interna del territorio siciliano nacque per scopi analoghi, ovvero raggiungere i bacini zolfiferi di Valguarnera Caropepe, Assoro e Leonforte della Provincia di Enna e attrarre verso il Porto di Catania anche lo zolfo e i minerali dell'area di Villarosa e Caltanissetta, acquisendo nel contempo anche le produzioni agricole della Piana di Catania. Furono queste le reali motivazioni per cui si arrivò alla scelta di un tracciato che si manteneva lontano dai centri abitati per la quasi totalità del percorso, e soprattutto lo allungava notevolmente tra le due stazioni terminali.
In seguito, dalla metà degli anni ‘70 l'importanza di questi impianti è via via diminuita fino a scomparire con la trasformazione della linea a trazione elettrica a 3000 volt a corrente continua, realizzata nella metà degli anni ‘80. Data la poca consistenza di traffico molte stazioni intermedie persero d’importanza, il fabbricato viaggiatori rimase poco più che una casa cantoniera e l’infrastruttura con due binari funzionale ai soli incroci e precedenze. Le uniche vere e proprie stazioni, con una certa ricercatezza architettonica, furono solo quelle di Enna, Palermo e Catania.
La soluzione al problema venne individuata quindi nella riprogettazione dell'intera parte centrale. Il primo studio di fattibilità risale ai primi anni novanta, al tempo dell'istituzione dell'ente FS, ed è caratterizzato dal tragitto Palermo-Castelbuono-Madonie-Monti Erei-Catenanuova-Catania, con lunghe sezioni in galleria allo scopo di evitare le elevate pendenze e i terreni instabili della Sicilia interna. Nel mese di gennaio del 2004, RFI ha presentato ai ministeri competenti un progetto preliminare elaborato con due varianti di valico alternative tra di loro. L'ipotesi prevedeva una tratta veloce intermedia da costruire, Castelbuono-Catenanuova, della lunghezza di circa 60 km, con inizio da un bivio munito di deviatoi a 100 km/h posto nella esistente ferrovia Palermo-Messina poco prima della stazione di Castelbuono in galleria. Fino a Catenanuova il tracciato, interamente nuovo, avrebbe compreso 15 gallerie di cui 9 a doppio binario e 6 a doppia canna. La successiva sezione avrebbe utilizzato la tratta esistente della Ferrovia Palermo-Catania tra Catenanuova e la Stazione di Catania Bicocca. Successivamente il punto di distacco dal tracciato esistente è stato spostato da Catenanuova alla stazione di Raddusa-Agira. Queste ipotesi di progetto sono state però contestate dalla Provincia di Enna in quanto tagliavano fuori il suo capoluogo dal percorso della nuova linea.
Nonostante ciò, in previsione di questo itinerario l'11 novembre 2005 vennero affidati alla Maire Engineering S.p.A. i lavori di ammodernamento e raddoppio della tratta di 32 km Fiumetorto-Castelbuono dell'attuale Palermo-Messina e che sarebbe diventata in tale scenario tratta comune alla nuova linea per Catania, per un importo complessivo di 960 milioni di euro, come parte del programma delle Infrastrutture prioritarie del territorio nazionale elaborato dal Ministero delle infrastrutture. I cantieri della Fiumetorto-Castelbuono furono aperti il 15 settembre 2008. Nel mese di ottobre 2017 è stata completata interamente la tratta Fiumetorto-Cefalù Ogliastrillo. La restante tratta tra Ogliastrillo e Castelbuono è ancora in costruzione al 2023.

### Lo studio sulle alternative di corridoio

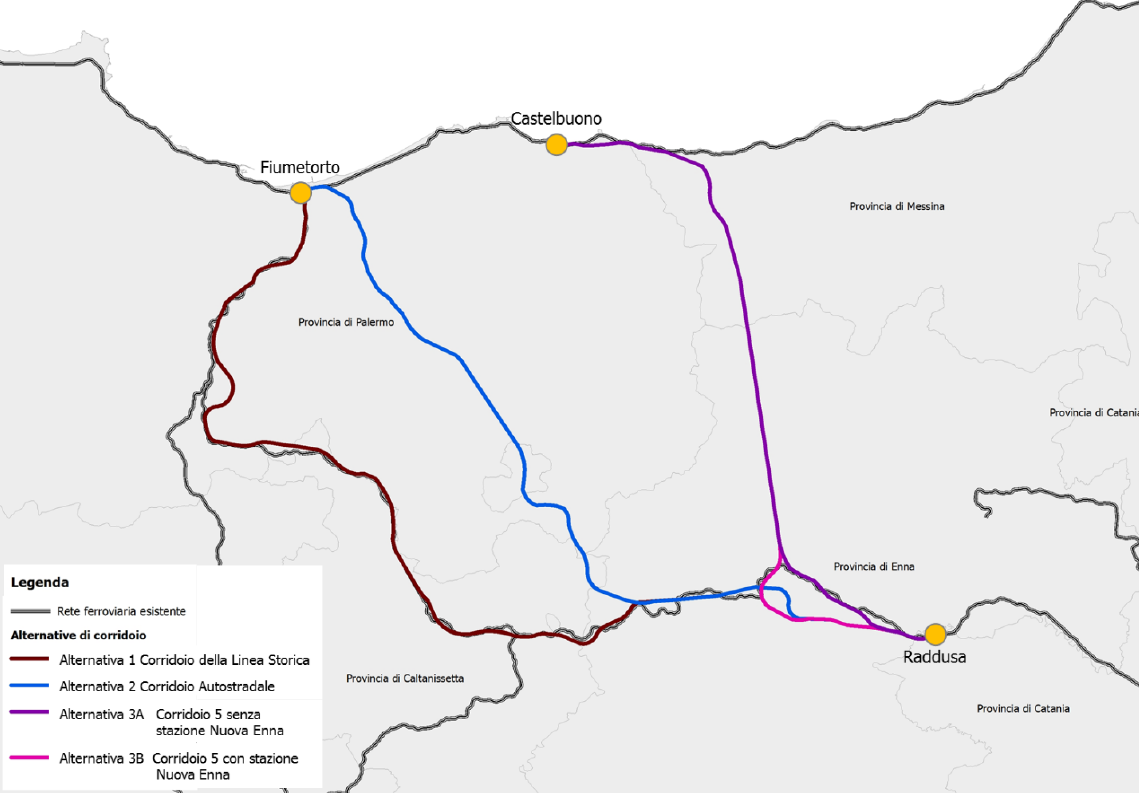
I diversi corridoi presi in esame dallo studio di fattibilità del 2014.

Il 28 febbraio 2013 è stato sottoscritto il terzo contratto istituzionale di sviluppo tra il Dipartimento per la coesione territoriale, il Ministero delle infrastrutture e dei trasporti, la Regione Siciliana, le Ferrovie dello Stato e Rete Ferroviaria Italiana per la realizzazione della direttrice ferroviaria Palermo-Catania-Messina di "importanza strategica". Relativamente al tratto tra Palermo e Catania gli interventi previsti sono:
- Il raddoppio dei binari tra la stazione di Bicocca e quella di Raddusa-Agira al fine di raggiungere la velocità di 250 km/h[8] e aumentare le potenzialità della linea.
- In merito alla tratta centrale Raddusa-Fiumetorto si sarebbe realizzato uno studio di fattibilità per scegliere fra le varie soluzioni alternative[9].

La calendarizzazione degli eventi prevedeva l'approvazione del progetto definitivo della Bicocca - Catenanuova a dicembre 2014, la sua "cantierizzazione" a luglio 2016 e l'approvazione del progetto definitivo della Catenanuova - Raddusa-Agira entro dicembre 2015.
Lo studio di fattibilità finalizzato da RFI nel 2014 e presentato ai comitati preposti all'approvazione ha compreso tre diverse alternative di corridoio per la controversa tratta centrale:
- Corridoio linea storica (alternativa 1): ricalcante il percorso originario della ferrovia Palermo-Catania.
- Corridoio autostradale (alternativa 2): avrebbe seguito il tracciato dell'autostrada A19, raggiungendo Caltanissetta e successivamente proseguendo verso nordovest con una tratta di valico attraverso una galleria di 27 km tra Resuttano e Scillato.
- Corridoio 5 (alternative 3A e 3B): percorso attualmente non infrastrutturato simile alla prima ipotesi progettuale, derivato da uno studio di RFI del 2011. La ferrovia dopo l'allaccio con il lotto precedente presso Raddusa, superata Leonforte avrebbe valicato le Madonie con una galleria di 36 km per connettersi quindi alla dorsale tirrenica nei pressi di Pollina, della quale sarebbe quindi stato effettuato il raddoppio della tratta mancante fino a Castelbuono. Questa alternativa venne presentata in due diverse varianti, con e senza la realizzazione di una nuova stazione al servizio della città di Enna.

L'alternativa del corridoio storico viene definitivamente approvata il 5 febbraio 2015 dal Comitato di attuazione e sorveglianza, dando inizio alla progettazione definitiva della tratta.

### Il tracciato definitivo
Il progetto del corridoio selezionato era inizialmente costituito da un tracciato a doppio binario suddiviso in 7 lotti, da attivare per fasi funzionali dismettendo contestualmente l'intero tracciato originario. Le successive decisioni ed avvenimenti, in particolare il cedimento del viadotto Himera sull'A19 e l'interruzione dell'autostrada Palermo-Catania, con la richiesta della Regione Siciliana ad RFI di rivedere le modalità di realizzazione della nuova tratta in modo da non causare interruzioni nell'esercizio della ferrovia storica, e le indagini geognostiche effettuate, portarono alla revisione del progetto (con anche l'accorpamento del lotto restante Raddusa-Catenanuova) e dello schema funzionale del nuovo tracciato.
Il progetto venne articolato in 6 lotti funzionali:
- Lotto 1+2 Fiumetorto-Lercara Diramazione (comune alla ferrovia Palermo-Agrigento).
- Lotto 3 Lercara Diramazione-Caltanissetta Xirbi.
- Lotto 4A Caltanissetta Xirbi-Enna Nuova.
- Lotto 4B Enna Nuova-Dittaino.
- Lotto 5 Dittaino-Catenanuova.
- Lotto 6 Catenanuova-Bicocca (progetto già approvato in precedenza).

I lotti vennero suddivisi in base al modello di attivazione della nuova linea per fasi, con la presenza di punti di raccordo con la linea storica allo scopo di poter attivare i singoli lotti non appena completati.
Il progetto dell'ultimo lotto, già approntato in precedenza, venne approvato definitivamente nel 2017 e bandito a gara d'appalto per un importo a base d'asta di 220 milioni di euro. L'intervento consiste nella realizzazione del raddoppio di circa 37 km di linea. Parte del tracciato si sviluppa in affiancamento alla linea esistente, che verrà interamente dismessa, parte in variante. Il completamento è previsto per febbraio 2025.
La metodologia di costruzione dei restanti 5 lotti prevede diverse modalità di esecuzione e si articola in due distinte macrofasi.
La prima macrofase prevede per il Lotto 1+2 la realizzazione di una nuova linea interamente a doppio binario, con dismissione dell'attuale tracciato e soppressione delle stazioni di Montemaggiore e Roccapalumba-Alia. L'attuale PM di Lercara Diramazione verrà modificato e abilitato al servizio viaggiatori come punto di interscambio con la linea per Agrigento, che beneficerà anch'essa del nuovo tracciato. Una nuova fermata denominata Valle del Torto servirà gli abitati di Cerda, Sciara, Aliminusa e Montemaggiore.
Per i restanti lotti la prima macrofase prevede la realizzazione di un nuovo binario veloce bidirezionale in variante, ed il mantenimento dell'intero tracciato storico, che resterà in esercizio per servizi locali e sarà interconnesso alla linea veloce presso le località di servizio di PM Marcatobianco, Vallelunga, Caltanissetta e Dittaino, prima di raggiungere Catenanuova da dove la linea prosegue come già detto con un unico tracciato a doppio binario. In questa fase verrà anche realizzata una bretella di collegamento tra vecchia e nuova linea per collegare la nuova linea alla stazione storica di Enna dal lato di Catania e anticipare la fruizione del lotto 4B.
Nel 2022 vennero bandite le gare d'appalto di tutti i lotti tra Fiumetorto e Catenanuova in base al progetto definitivo approvato. L'avvio di tutti i cantieri fu previsto per il 2023 per poter attivare secondo il cronoprogramma per fasi tra il 2026 ed il 2029.

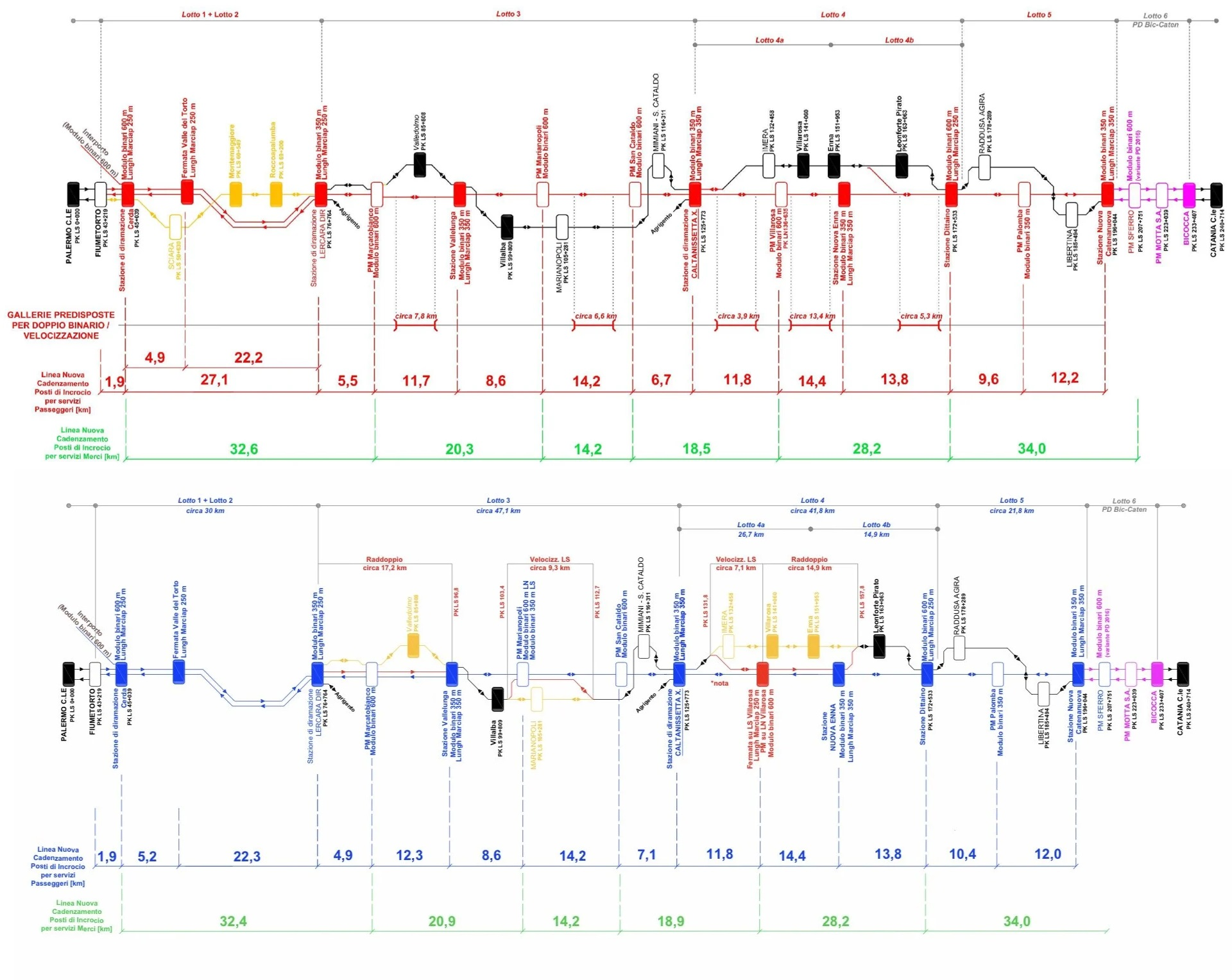
Il tracciato da realizzare nelle due diverse macrofasi. In rosso i binari da realizzare, in arancio quelli da dismettere.

### Seconda fase del progetto
Sono stati inoltre pianificati degli ulteriori interventi di potenziamento della linea da svolgersi una volta completati i cantieri dei lotti della prima macrofase. Tali interventi comprendono ulteriori raddoppi della nuova linea veloce e varianti al tracciato storico da effettuarsi nelle tratte corrispondenti ai lotti 3 e 4A. A tale scopo, sin dalla prima fase dei lavori tutte le gallerie più lunghe delle nuova tratta a singolo binario Lercara-Catenanuova saranno già realizzate a doppia canna. La canna aggiuntiva svolgerà dapprima la funzione di cunicolo di sicurezza, e potrà successivamente essere attrezzata dell'armamento e degli impianti per l'esercizio ferroviario. Gli interventi previsti, ancora in progettazione sono:
- Raddoppio della tratta Lercara-Vallelunga, con attivazione della seconda canna della Galleria S. Catena (7,8 km) e dismissione del tratto di linea storica corrispondente compresa la fermata di Valledolmo.
- Variante della linea storica in corrispondenza della Galleria di Marianopoli, con l'attivazione della nuova seconda canna (6,6 km). Dismissione dell'attuale PM di Marianopoli.
- Variante della linea storica nella tratta Imera-Nuova Enna, in particolare con il raddoppio della sub tratta Villarosa-Nuova Enna della linea veloce, con l'attivazione della seconda canna delle gallerie Salso (3,9 km) e Trinacria (13,4 km). Attivazione nuova fermata di Villarosa e dismissione del PM Imera e delle stazioni di Villarosa ed Enna ricadenti sulla linea storica.

La previsione per l'attivazione di questi interventi è attualmente al 2029.
Le gallerie Sicani e Salvatore ricadenti rispettivamente nei lotti 4B e 5 sono anch'esse realizzate a doppia canna nel corso della prima macrofase nell'eventualità di un futuro raddoppio, ad oggi non programmato.

## Caratteristiche
La linea ha origine dalla stazione di Palermo Centrale e utilizzerà fino a Fiumetorto la tratta, già a doppio binario dagli anni '50, utilizzata anche dalle linee per Messina ed Agrigento, passando per Bagheria e Termini Imerese. A Fiumetorto la linea si dirama dalla dorsale tirrenica e piega verso l'interno raggiungendo dapprima la nuova stazione di Cerda, predisposta per diventare a servizio di un nuovo interporto, e con un tracciato prevalentemente in rilevato la nuova fermata denominata Valle del Torto, che sorgerà all'incirca in corrispondenza della stazione ormai dismessa di Sciara-Aliminusa. Da quel punto il percorso si sviluppa con un'estesa variante di tracciato costituita per la maggior parte dalla nuova galleria Alia, lunga circa 20 km, che eviterà l'attuale tortuoso tracciato che segue il corso del fiume Torto permettendo di raggiungere direttamente Lercara Diramazione, da dove si dirama la linea per Agrigento ed è presente il bivio con la linea storica che da quel punto rimarrà in esercizio nello scenario della prima fase. La nuova linea veloce raggiunge il PM Marcatobianco e successivamente Vallelunga con un importante variante rappresentata dalla galleria S. Catena di quasi 8 km. La ferrovia si dirige allora verso Caltanissetta Xirbi con un percorso in gran parte contiguo a quello della linea storica, caratterizzato da numerosi viadotti e le cui opere principali sono la nuova galleria di Marianopoli e la galleria Xirbi che precede la stazione a servizio del capoluogo nisseno. Enna viene superata con un percorso in netta variante rispetto a quello della linea storica e sviluppato prevalentemente in lunghe gallerie, di cui le principali sono la Montestretto, la Salso e la Trinacria, con quest'ultima che sottopassa Enna alta con un'estensione di più di 13 km. Dopo la nuova stazione di Enna che sorgerà in adiacenza all'area di servizio "Sacchitello" dell'A19, la linea disegna con la galleria Sicani di 5 km un'ampia ansa che permette di ridiscendere verso la valle del Dittaino e raggiungere quindi Catenanuova, da dove le due linee storica e veloce si ricongiungono e la ferrovia prosegue attraverso le zone agricole della piana di Catania con un nuovo percorso a doppio binario con lievi varianti rispetto al percorso originale. La ferrovia raggiunge infine Bicocca dove si ricongiunge alla linea ionica proveniente da Siracusa. La stazione centrale di Catania, attualmente raggiunta con un tracciato non interamente a doppio binario dovrebbe essere, nell'ambito dei progetti del passante ferroviario di Catania, ricostruita interrata e collegata da un nuovo percorso sotterraneo passante sotto l'area del porto di Catania.
La nuova linea veloce consentirà in alcune tratte velocità massime fino a 200 km/h. La pendenza massima raggiunta sarà del 18‰.

## Percorso
Segue lo schema definitivo della linea considerando il tracciato al completamento della prima macrofase del progetto. Sono compresi anche i lavori per l'interramento della linea ferroviaria in corrispondenza dell'Aeroporto di Catania-Fontanarossa, già appaltati, e quelli per il completamento del tratto sud del Passante ferroviario di Catania e l'interramento della Stazione Centrale, ancora da assegnare.
|  | Head station |

|  | Unknown route-map component "hKRZWae" |

| Unknown route-map component "CONT4+f" | Straight track |

| Unknown route-map component "ABZgl" + Unknown route-map component "BS2c2" | Unknown route-map component "ABZgr" + Unknown route-map component "BS2r" |

| Unknown route-map component "dSTR" | Unknown route-map component "dKDSTe" | Unknown route-map component "dSTR" |

| Unknown route-map component "BST2" | Unknown route-map component "STR+c3" |

| Unknown route-map component "STRc1" | Unknown route-map component "ABZg+4" |

|  | Station on track |

|  | Stop on track |

|  | Stop on track |

|  | Unknown route-map component "hKRZWae" |

|  | Station on track |

|  | Stop on track |

|  | Stop on track |

|  | Station on track |

|  | Stop on track |

|  | Stop on track |

|  | Station on track |

|  | Unknown route-map component "SKRZ-Au" |

|  | Unknown route-map component "hKRZWae" |

|  | Non-passenger station/depot on track |

|  |  | Unknown route-map component "ABZgl" | Unknown route-map component "CONTfq" |

|  | Unknown route-map component "hKRZWae" |

|  | Station on track |

|  | Stop on track |

|  | Unknown route-map component "tSTRa" |

|  | Unknown route-map component "tSTR" |

|  | Unknown route-map component "tSTR" |

|  | Unknown route-map component "tSTRe" |

|  | Station on track |

| Unknown route-map component "CONTgq" | Unknown route-map component "ABZgr" |

|  | Unknown route-map component "BS2+l" | Unknown route-map component "BS2+r" |

|  | Unknown route-map component "STR2u" | Unknown route-map component "STR3" |

|  | Unknown route-map component "STR+1" | Unknown route-map component "STR+4u" |

|  | Unknown route-map component "DST-L" | Unknown route-map component "DST-R" |

|  | Unknown route-map component "tSTRa" | Straight track |

|  | Unknown route-map component "tSTR" | Stop on track |

|  | Unknown route-map component "tSTR" | Enter and exit tunnel |

|  | Unknown route-map component "tSTRe" | Straight track |

|  | Unknown route-map component "BHF-L" | Unknown route-map component "BHF-R" |

|  | Straight track | Station on track |

|  | Unknown route-map component "STR2" | Unknown route-map component "STR3u" |

|  | Unknown route-map component "STR+1u" | Unknown route-map component "STR+4" |

|  | Straight track | Non-passenger station/depot on track |

|  | Non-passenger station/depot on track | Straight track |

|  | Unknown route-map component "tSTRa" | Unknown route-map component "tSTRa" |

|  | Unknown route-map component "tSTR" | Unknown route-map component "tSTR" |

|  | Unknown route-map component "tSTRe" | Unknown route-map component "tSTRe" |

|  | Unknown route-map component "STR2u" | Unknown route-map component "STR3" |

|  | Unknown route-map component "STR+1" | Unknown route-map component "STR+4u" |

|  | Straight track | Non-passenger station/depot on track |

|  | Non-passenger station/depot on track | Straight track |

|  | Unknown route-map component "BHF-L" | Unknown route-map component "BHF-R" |

|  | Enter and exit tunnel | Straight track |

|  | Straight track | Non-passenger station/depot on track |

|  | Non-passenger station/depot on track | Straight track |

|  | Unknown route-map component "tSTRa" | Straight track |

|  | Unknown route-map component "tSTR" | Station on track |

|  | Unknown route-map component "tSTR" | Enter and exit tunnel |

|  | Unknown route-map component "tSTR" | Station on track |

|  | Unknown route-map component "tSTRe" | Straight track |

|  | Station on track | Straight track |

|  | Unknown route-map component "KRWg+l" | Unknown route-map component "KRWgr" |

|  | Unknown route-map component "tSTRa" | Straight track |

|  | Unknown route-map component "tSTR" | Station on track |

|  | Unknown route-map component "tSTRe" | Straight track |

|  | Straight track | Small bridge over water |

|  | Unknown route-map component "BHF-L" | Unknown route-map component "BHF-R" |

|  | Straight track | Non-passenger station/depot on track |

|  | Non-passenger station/depot on track | Straight track |

|  | Unknown route-map component "STR2" | Unknown route-map component "STR3u" |

|  | Unknown route-map component "STR+1u" | Unknown route-map component "STR+4" |

|  | Straight track | Small bridge over water |

|  | Non-passenger station/depot on track | Straight track |

|  | Small bridge over water | Straight track |

|  | Unknown route-map component "BS2l" | Unknown route-map component "BS2r" |

|  | Station on track |

|  | Non-passenger station/depot on track |

|  | Small bridge over water |

|  | Non-passenger station/depot on track |

| Unknown route-map component "CONTgq" | Unknown route-map component "ABZg+r" |

|  | Station on track |

|  | Enter and exit tunnel |

|  | Station on track |

|  | Unknown route-map component "tSTRa" |

| Urban head station | Unknown route-map component "tSTR" |

| Urban straight track | Unknown route-map component "tBHF" |

| Urban straight track | Unknown route-map component "tSTRe" |

| Unknown route-map component "utSTRa" | Straight track |

| Unknown route-map component "c" | Unknown route-map component "utSTRl" | Unknown route-map component "mKRZt" | Unknown route-map component "ucCONTfq" |

|  | Continuation forward |